# Юзеф Любомирський (чернігівський воєвода)
Ю́зеф Любоми́рський (пол. Józef Lubomirski; 1676 — 11 червня 1732, Переворськ) — державний, політичний і військовий діяч Речі Посполитої. Представник князівського роду (давніше шляхетського) Любомирських гербу Шренява.

## Життєпис
Народився 1676 року. Син коронного маршалка Станіслава Геракліуша Любомирського та його другої дружини Ельжбети Денгофф.
Був дідичем Переворська. Обирався сенатором Речі Посполитої.
Посади (уряди): чернігівський воєвода (1726–1732), цешковський староста (з 1720).
Помер 11 червня 1732 року в Переворську.

### Сім'я
1711 року одружився із Катажиною Белжецькою, що померла за 4 роки. Передав частину її посагу із селом Тісна Міхалові Урбаньському.
1715 року одружився із Терезою Мнішек гербу Кончиць (її батько — Юзеф Вандалін Мнішек, шлюб став другим). Мали трьох дітей:
- Анна — дружина великого коронного гетьмана Вацлава Пйотра Жевуського
- Антоній — краківський каштелян
- Станіслав — маршалок великий коронний.[4]